# Campo do Tenente
Campo do Tenente ist ein brasilianisches Munizip im Südosten des Bundesstaats Paraná. Es hat 7.508 Einwohner (2022), die sich Tenentianer nennen. Seine Fläche beträgt 304 km². Es liegt 802 Meter über dem Meeresspiegel.

## Etymologie
Der Name geht auf ein Militärlager zur Zeit der Guerra dos Farrapos (deutsch: Farrapen-Revolution) 1835 bis 1845 zurück, das von einem Tenente (deutsch: Leutnant) befehligt wurde und seither als Campo do Tenente (deutsch: Leutnantslager) bekannt ist.

## Geschichte

### Besiedlung
Ursprünglich wurde das Gebiet von Kaingang und Botocuden bewohnt. Die historischen Ursprünge von Campo do Tenente gehen auf den Zyklus des Tropeirismo zurück, also auf die Zeit, als Vieh aus Rio Grande do Sul über den Caminho das Tropas von Viamão nach Sorocaba  getrieben wurde. Auf dieser Straße, der einzigen Überlandverbindung zwischen São Paulo und dem Süden Brasiliens, entstanden entlang der Strecke zahlreiche Siedlungen. Die Route verlief vermutlich auch durch Campo do Tenente. Anfang des 19. Jahrhunderts wurde das Gebiet noch fast ausschließlich von indigenen Völkern bewohnt.
Im Jahr 1816 unternahm João da Silva Machado, bekannt als Baron von Antonina, den Versuch, die Region zu kolonisieren. Er brachte fünfzig Paare von den Azoren nach Rio Negro. Diese wurden hier jedoch nicht sesshaft, sondern verstreuten sich über das Land. Im Jahr 1829 kamen die ersten deutschen Einwanderer in der benachbarten Region Rio Negro an. Diese Faktoren trugen entscheidend zur Besiedlung der riesigen Region bei. Historische Aufzeichnungen nennen das Jahr 1847 als das Jahr der Besiedlung von Campo do Tenente.
Zwei Faktoren trugen wesentlich zum Fortschritt des Ortes bei: der Bau der Eisenbahn im Jahr 1894 und die Einführung einer kostenlosen Stromversorgung im Jahr 1907. Die Stromversorgung wurde der Gemeinde  von Major Henrique Stahlke geschenkt, der an diesem Ort ein Kraftwerk und ein Leitungsnetz installierte. Dessen Sohn erbaute in den 1940er Jahren das Castelo Eldorado in Marilândia do Sul.

### Erhebung zum Munizip
Campo do Tenente wurde durch das Staatsgesetz Nr. 4338 vom 25. Januar 1961 aus Rio Negro ausgegliedert und in den Rang eines Munizips erhoben. Es wurde am 29. Oktober 1961 als Munizip installiert.

## Geografie

### Fläche und Lage
Campo do Tenente liegt auf dem Terceiro Planalto Paranaense (der Dritten oder Guarapuava-Hochebene von Paraná). Seine Fläche beträgt 304 km². Es liegt auf einer Höhe von 802 Metern.

### Vegetation
Das Biom von Campo do Tenente ist Mata Atlântica.

### Klima
Das Klima ist gemäßigt warm. Es werden hohe Niederschlagsmengen verzeichnet (1524 mm pro Jahr). Im Jahresdurchschnitt liegt die Temperatur bei 17,7 °C. Die Klimaklassifikation nach Köppen und Geiger lautet Cfb.

### Gewässer
Campo do Tenente liegt im Einzugsgebiet des Rio Iguaçu. Der Rio da Várzea bestimmt die nördliche Grenze des Munizips. Er fließt in ost-westlicher Richtung zum Iguaçu-Nebenfluss Rio Negro, der die Grenze zu Santa Catarina bildet.

### Straßen
Campo do Tenente ist über die BR-116 mit Curitiba im Norden und Mafra in Santa Catarina im Süden verbunden.

### Nachbarmunizipien
|           | Lapa                                        | Quitandinha |
|           | Kompassrose, die auf Nachbargemeinden zeigt |             |
| Rio Negro |                                             | Piên        |

## Stadtverwaltung
Bürgermeister: Weverton Willian Vizentin, PSL (2021–2024)
Vizebürgermeister: João Paulo Negrelli, PSL (2021–2024)

## Demografie

### Bevölkerungsentwicklung
| Jahr | Einwohner | Stadt | Land |
| ---- | --------- | ----- | ---- |
| 1970 | 4.411     | 21 %  | 79 % |
| 1980 | 3.847     | 28 %  | 72 % |
| 1991 | 5.241     | 39 %  | 61 % |
| 2000 | 6.335     | 54 %  | 46 % |
| 2010 | 7.125     | 59 %  | 41 % |
| 2022 | 7.508     |       |      |

Quelle: IBGE, bis 2010: Volkszählungen und Volkszählung 2022

### Ethnische Zusammensetzung
| Gruppe * | 1991    | 2000    | 2010    | wer sich als …                                                                   |
| --- | ------- | ------- | ------- | -------------------------------------------------------------------------------- |
| Weiße | 63,4 %  | 77,3 %  | 58,3 %  | weiß bezeichnet                                                                  |
| Schwarze | 2,2 %   | 3,5 %   | 1,7 %   | schwarz bezeichnet                                                               |
| Gelbe | 0,0 %   | 0,0 %   | 0,3 %   | von fernöstlicher Herkunft wie japanisch, chinesisch, koreanisch etc. bezeichnet |
| Braune | 33,8 %  | 18,0 %  | 39,8 %  | braun oder als Mischung aus mehreren Gruppen bezeichnet                          |
| Indigene | 0,6 %   | 0,0 %   | 0,0 %   | Ureinwohner oder Indio bezeichnet                                                |
| ohne Angabe | 0,0 %   | 1,1 %   | 0,0 %   |                                                                                  |
| Gesamt | 100,0 % | 100,0 % | 100,0 % |                                                                                  |
| *) Anmerkung: Das IBGE verwendet für Volkszählungen ausschließlich diese fünf Gruppen. Es verzichtet bewusst auf Erläuterungen. Die Zugehörigkeit wird vom Einwohner selbst festgelegt. |         |         |         |                                                                                  |

Quelle: IBGE (Stand: 1991, 2000 und 2010)

## Wirtschaft

### Kennzahlen
Mit einem Bruttoinlandsprodukt pro Einwohner von 25.310,07 R$ (rund 5.600 €) lag Campo do Tenente 2019 an 260. Stelle der 399 Munizipien Paranás.
Sein mittelhoher Index der menschlichen Entwicklung von 0,686 (2010) setzte es auf den 285. Platz der paranaischen Munizipien.

## Persönlichkeiten
- Flávia de Lima (* 1993), Mittelstreckenläuferin